# Calothyrza
Calothyrza är ett släkte av skalbaggar. Calothyrza ingår i familjen långhorningar.
Kladogram enligt Catalogue of Life:
| Calothyrza | \| \| Calothyrza jardinei \| \| \| \| \| \| Calothyrza margaritifera \| \| \| \| \| \| Calothyrza pauli \| \| \| \| \| \| Calothyrza sehestedtii \| \| \| \| |
|            | \| \| Calothyrza jardinei \| \| \| \| \| \| Calothyrza margaritifera \| \| \| \| \| \| Calothyrza pauli \| \| \| \| \| \| Calothyrza sehestedtii \| \| \| \| |
|            | Calothyrza jardinei |
|            | |
|            | Calothyrza margaritifera |
|            | |
|            | Calothyrza pauli |
|            | |
|            | Calothyrza sehestedtii |
|            | |